# Campionati mondiali di nuoto in vasca corta 2022 - 200 metri rana maschili
La gara dei 200 metri rana maschili dei campionati mondiali di nuoto in vasca corta 2022 si è svolta il 16 dicembre 2022. Al mattino si sono svolte le batterie, mentre la finale si è disputata nella serata.

## Podio
| Pos.    | Atleta      | Nazione     |
| ------- | ----------- | ----------- |
| Oro     | Daiya Seto  | Giappone    |
| Argento | Nic Fink    | Stati Uniti |
| Bronzo  | Qin Haiyang | Cina        |

## Record
Prima della manifestazione il record del mondo (RM) e il record dei campionati (RC) erano i seguenti.
|  | 2'00"16 | Kirill Prigoda | 13 dicembre 2018 Hangzhou |
|  | 2'00"16 | Kirill Prigoda | 13 dicembre 2018 Hangzhou |

Durante la competizione non sono stati migliorati record.

## Risultati

### Batterie
| Pos. | Batteria | Corsia | Atleta                | Nazionalità             | Tempo        | Note |
| ---- | -------- | ------ | --------------------- | ----------------------- | ------------ | ---- |
| 1    | 5        | 4      | Daiya Seto            | Giappone                | 2'02"43      | Q    |
| 2    | 5        | 5      | Nic Fink              | Stati Uniti             | 2'02"75      | Q    |
| 3    | 4        | 4      | Ippei Watanabe        | Giappone                | 2'03"64      | Q    |
| 4    | 4        | 5      | Qin Haiyang           | Cina                    | 2'03"81      | Q    |
| 5    | 3        | 6      | Antoine Viquerat      | Francia                 | 2'03"93      | Q    |
| 6    | 3        | 4      | Erik Persson          | Svezia                  | 2'04"01      | Q    |
| 7    | 5        | 6      | Marco Koch            | Germania                | 2'04"08      | Q    |
| 8    | 3        | 5      | Caio Pumputis         | Brasile                 | 2'04"37      | Q    |
| 9    | 4        | 6      | Matěj Zábojník        | Rep. Ceca               | 2'04"57      |      |
| 10   | 5        | 3      | Anton McKee           | Islanda                 | 2'04"99      |      |
| 11   | 4        | 3      | Caspar Corbeau        | Paesi Bassi             | 2'05"14      |      |
| 12   | 3        | 3      | Charlie Swanson       | Stati Uniti             | 2'05"51      |      |
| 13   | 2        | 3      | James Dergousoff      | Canada                  | 2'06"17      |      |
| 14   | 4        | 1      | Adam Chillingworth    | Hong Kong               | 2'06"46      |      |
| 15   | 4        | 2      | Denis Petrashov       | Kirghizistan            | 2'06"62      |      |
| 16   | 5        | 8      | David Schlicht        | Australia               | 2'06"72      |      |
| 17   | 5        | 1      | Berkay Öğretir        | Turchia                 | 2'07"12      |      |
| 18   | 1        | 4      | Adam Peaty            | Gran Bretagna           | 2'07"31      |      |
| 19   | 3        | 8      | Maximillian Ang       | Singapore               | 2'08"12      |      |
| 20   | 4        | 8      | Josh Gilbert          | Nuova Zelanda           | 2'08"27      |      |
| 21   | 5        | 2      | Andrius Šidlauskas    | Lituania                | 2'08"69      |      |
| 22   | 3        | 1      | Christoffer Haarsaker | Norvegia                | 2'08"80      |      |
| 23   | 2        | 1      | Jorge Murillo         | Colombia                | 2'08"91      |      |
| 24   | 2        | 2      | Kian Keylock          | Sudafrica               | 2'11"20      |      |
| 25   | 2        | 5      | Daniils Bobrovs       | Lituania                | 2'11"37      |      |
| 26   | 2        | 8      | Cai Bing-rong         | Taipei cinese           | 2'11"66      |      |
| 27   | 2        | 7      | Adriel Sanes          | Isole Vergini Americane | 2'12"69      |      |
| 28   | 2        | 4      | Jonathan Cook         | Filippine               | 2'12"91      |      |
| 29   | 1        | 5      | Liam Davis            | Zimbabwe                | 2'13"99      |      |
| DSQ  | 1        | 3      | Mohammed Al-Maher     | Arabia Saudita          | Squalificato |      |
| DSQ  | 3        | 2      | Carl Aitkaci          | Francia                 | Squalificato |      |
| DSQ  | 3        | 7      | Tomáš Klobučník       | Slovacchia              | Squalificato |      |
| DNS  | 2        | 6      | Constantin Malachi    | Moldavia                | Non partito  |      |
| DNS  | 4        | 7      | Carles Coll           | Spagna                  | Non partito  |      |
| DNS  | 5        | 7      | Sun Jiajun            | Cina                    | Non partito  |      |

### Finale
| Pos. | Corsia | Atleta           | Nazionalità | Tempo        | Note |
| ---- | ------ | ---------------- | ----------- | ------------ | ---- |
|      | 4      | Daiya Seto       | Giappone    | 2'00"35      |      |
|      | 5      | Nic Fink         | Stati Uniti | 2'01"60      |      |
|      | 6      | Qin Haiyang      | Cina        | 2'02"22      |      |
| 4    | 3      | Ippei Watanabe   | Giappone    | 2'02"53      |      |
| 5    | 7      | Erik Persson     | Svezia      | 2'03"19      |      |
| 6    | 2      | Antoine Viquerat | Francia     | 2'03"33      |      |
| 7    | 1      | Marco Koch       | Germania    | 2'05"01      |      |
| DSQ  | 8      | Caio Pumputis    | Brasile     | Squalificato |      |